# Busby Bébik

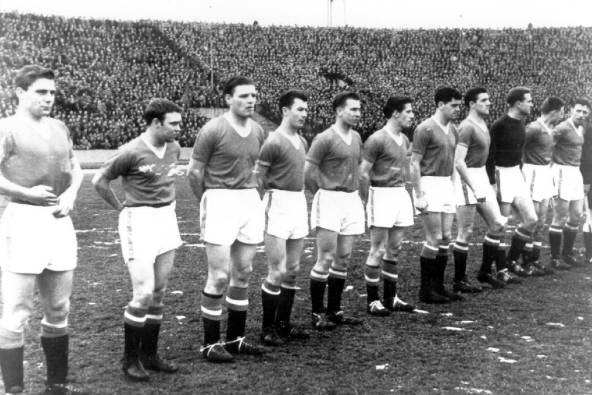
A Busby Bébik utolsó mérkőzésük előtt 1958-ban.

A Busby Bébik (Busby Babes) egy történelmi labdarúgócsapat neve. A Manchester United 1950-es években feltűnt, Jimmy Murphy vezetésével sikert sikerre halmozó ifjúsági csapat elnevezése, amely az évtized közepén a felnőttek közt, majd a nemzetközi porondon is kiemelkedő eredményeket ért el. Nevüket a felnőtt csapat menedzsere, Matt Busby után kapták, akinek irányításával két bajnoki címet nyertek és BEK- elődöntőt vívtak. A csapat diadalmenetének az 1958-as müncheni légi katasztrófa vetett véget.

## A csapat története
Az 1950-es években a labdarúgócsapatok előszeretettel támaszkodtak saját utánpótlás bázisukra, mintsem, hogy pénzért más kluboktól igazoljanak játékosokat. Így volt ez a Manchester Unitednél is, melynél az évtized elején sorban kerültek fel a felnőttek közé az utánpótlás szinten sikert sikerre halmozó csapat tagjai. Az elnevezés általánosságban az 1955-1956-os és az 1956-1957-es bajnokcsapat akkor jórészt 21-22 éves tagjaira utal. Az elnevezést a brit Manchester Evening News újságírója Frank Nicklin használta először 1951-ben.
1958. február 6-án a British European Airways 609-es számú járata a München-Riem repülőtéren végzetes kimenetelű balesetet szenvedett. A Manchester United az FK Crvena zvezda elleni Bajnokcsapatok Európa-kupája mérkőzésről tartott hazafelé, mikor bekövetkezett a tragédia. A gép a tankolás után, harmadszori próbálkozás után sem tudott felszállni a kásás jéggel borított kifutópályáról, egy kerítésnek rohant, kettétört, majd kigyulladt. A tragédia 23 ember, köztük nyolc labdarúgó életét követelte. Nyolc játékos,  Roger Byrne (28), Eddie Colman (21), Mark Jones (24), Duncan Edwards (21), Billy Whelan (22), Tommy Taylor (26), David Pegg (22) és Geoff Bent (25) - halt meg, míg Jackie Blanchflower (24) olyan súlyos sérüléseket szenvedett, hogy soha többé nem tudott pályára lépni. A tragédia dátuma a mai napig az angol - és a világfutball egyik legszomorúbb dátuma, az évek során az elhunytak emlékére számos módon állítottak emléket.
Ténylegesen más klubtól vett játékosa a Unitednek ebben az időben az 1949-ben a Darlingtontól érkező Ray Wood kapus volt, akinek az utódja az 1957-ben a Doncastertől szerződtetett Harry Gregg lett. 23,500 fontos átigazolási díjával Gregg akkor a világ legdrágább kapusának, míg az 1953-ban 21 évesen a Barnsley FC-től igazolt Tommy Taylor pedig a legdrágább csatárának számított. Őt 29.999 fontért szerezték meg.
Mindenképpen meg kell említeni a csapatba később bekerülő Bill Foulkes vagy az oda be nem kerülő, így eladott Kenny Morgans és Albert Scanlon nevét, akik szintén a klub saját nevelésű játékosai voltak. Legtovább a legendás Bobby Charlton játszott, ő 1975-ben vonult vissza, igaz két évvel azelőtt a Prestonhoz szerződött játékos-menedzsernek. Charlton a United és az angol válogatott gólrekordereként vonult vissza (ezeket a rekordokat Wayne Rooney azóta megdöntötte), míg Bill Foulkes 1970-ben vonult vissza és tagja volt az 1968-as Bajnokcsapatok Európa-kupája győztes csapatnak.

## Emlékezete
A csapat sikereiről és tragédiájáról James Strong készített filmet United (2011) címmel.

## Lásd még
- Fergie Fiókái